# Forcipomyia dunklei
Forcipomyia dunklei är en tvåvingeart som beskrevs av Clastrier och Wirth 1995. Forcipomyia dunklei ingår i släktet Forcipomyia och familjen svidknott.
Artens utbredningsområde är Peru. Inga underarter finns listade i Catalogue of Life.